# 威爾霍夫·塔金
威尔霍夫·塔金（Wilhuff Tarkin），又称塔金总督（Governor Tarkin），也称大星区长塔金（Grand Moff Tarkin）。是星球大战世界中的虚构人物。在电影《星際大戰四部曲：曙光乍現》中由英国演员彼得·库欣饰演。

## 简要生平
塔金是位于银河帝国权力顶峰的人物之一，是帝国的铸造者之一，并且直接推动了帝国武力的象征——死星的建造。出生于耶利亚都上的塔金家族，一个崇尚权力和武力的家庭，从小具有野心的塔金加入共和国外域安全部队（ Republic Outland Regions Security Force），开启了自己的职业生涯。从部队退伍之后，塔金开始投身政治，并成为了故乡耶利亚都的星球总督（lieutenant governor），也即瑟斯维纳星区（Seswenna sector）的副总督（Vice-Governor）。之后塔金回到了军队，以便作为秘密专员服务于最高议长帕尔帕庭的新秩序运动。在这一时期，塔金从他的友人赖斯·塞纳处得知了远征型小行星级战斗空间站（ Expeditionary Battle Planetoid）的设计，并被这一武器的潜力折服。随后他将这一设计呈交给帕尔帕庭。这一武器便是后来的死星。
作为帕尔帕庭的声援者，塔金的地位逐渐提高，并通过克隆人战争获得了瑟斯维纳星区总督的注意。战争期间，他作为舰长服役于绝地将军伊文·皮尔（Even Piell）。一次战斗中，塔金与他的小队被作为分裂派的囚犯困在一处堡垒，随后被绝地和克隆人士兵组成的突击队救出。之后，塔金便被提拔为海军上将。在克隆人战争的最后日子里，帕尔帕庭任命塔金为第一星区长（Moff，这一官职名来自于西斯帝国）。而当银河共和国改制成为银河帝国，刚刚登基的皇帝帕尔帕庭将监督死星建设的工作交给了塔金。塔金很快提出了所谓塔金法则（Tarkin Doctrine），奠定了他作为帕尔帕庭帝国最为著名的铸造者的声名。这一法则主张统治银河应当通过树立对强权的恐惧，鼓励建造包括死星在内的诸多超级武器，让反叛的火苗因为对帝国武力报复的恐惧而熄灭。欣喜的帕尔帕庭因此任命塔金为第一大星区长（Grand Moff），给予了他对几乎整个外环星系的控制权。
作为大星区长，塔金继续以毫不逊色的冷酷无情进行统治，贯彻着帝国的秩序。通常他和达斯·维达一起行动。因为死星的建设进程停滞并已经远远落后于进度，塔金创立了秘密的马维机关（Maw Installation）以改进设计。这一机构由塔金的情妇娜塔西·达拉（Natasi Daala）掌管。经由马维机关科学家的帮助，死星最终于BBY 0开始运作。自信于能一举击溃反抗帝国的反抗軍，塔金以一击完全摧毁奧德蘭行星——一个反叛情绪的温床——开始了他散布恐惧的征途。为了找出反叛军的基地，塔金故意放跑了莉亞公主。随后成功将死星开至了叛军基地所在的雅汶第四卫星。
在此地，就在死星击毁叛军基地的前一刻，卢克·天行者摧毁了死星，塔金，作为他自己对死星无敌天下之信念的受害者， 随之陪葬。
塔金也靠自己的觀察和經驗推測黑武士的真實身分，並懷疑黑武士就是前共和國絕地武士-安納金·天行者，但本人並未進一步證實。

## 登场作品

### 电影登场
在第一部星球大战电影《曙光乍現》中，塔金作为主要反派角色之一出现。此时的塔金已经是大星区长，职掌帝国外域星系和死星。在皇帝解散银河参议院之后，塔金和达斯·维达受命开始追捕叛军。他以莉亚公主的故乡奥德朗的存亡进行威胁，然而在获得了叛军位于丹图因星的基地位置后，仍然继续执行了摧毁奧德蘭的命令。在影片高潮时，塔金拒绝相信反抗军有可能威胁到死星，因此当路克天行者摧毁死星时并未撤离。
在《西斯大帝的复仇》中，一个更年轻版本的塔金客串了电影的最后一个场景，他站在皇帝和达斯·维达身旁，正在观看死星的建设。
在2016年外傳電影《俠盜一號》中的出場畫面，則以CGI方式重現（因原本演員彼得·庫欣早已過世）。

### 动画登场
在电视动画系列《星際大戰:複製人之戰》中，一个年轻版本的塔金在克隆人战争时期作为共和国海军的舰长以及海军上将出现。
在动画的第三季，作为舰长的塔金和绝地武士伊文·皮尔遭到了杜库伯爵带领的分裂派部队的伏击，并被关在了一处堡垒中，后来又被救出。因为一开始对身处敌对领地十分悲观，塔金对与阿纳金·天行者一同行动有所保留，但很快他们发现二人都是最高议长的相识，提升了对各自的关系。在遭遇战中，塔金与欧斯·索贝克（Osi Sobeck）对打。塔金试图处决对手但因为堡垒守卫的攻击而失败了。遭到守卫攻击的塔金几乎丧命，之后被阿索卡·塔诺（Ahsoka Tano）及时救走。
在第五季，已经成为海军上将的塔金已经与在最初电影中的形象十分类似。在绝地神庙轰炸遇难者的葬礼之后，塔金莫须有地认为阿索卡·塔诺是莱塔·图尔莫德——一名被控袭击绝地神庙的分裂分子——的杀手，并策划将这位阿纳金的学徒逮捕。在阿索卡再次被捕兵被带到由参议员组成的陪审团前时，塔金作为控方出席，而帕德梅·阿米达拉则是辩方。尽管阿米达拉发表了令人信服的辩词，塔金仍然通过提到塔诺和西斯武士阿萨加·温翠丝同行，成功散布了对塔诺的疑虑。就在判决书最终做出时，安纳金·天行者查出了这一系列罪行的真正幕后黑手——黑暗绝地巴里斯·欧非（Barriss Offee）。

## 幕后采访
演員彼得·庫欣在生前的一次采访 （页面存档备份，存于）中提到他饰演塔金时的窘况，由于彼特的脚太大，制作组没有足够的时间为彼特准备合适的鞋子。以至于某些镜头中需要穿着拖鞋来拍摄。

## 外部連結
- （英文）威爾霍夫·塔金在星球大戰資料庫
- （英文）互联网电影数据库上威爾霍夫·塔金的资料
- （英文） Wookieepedia上的相关条目：威爾霍夫·塔金